# Luftpistole
Die Luftpistole ist eine Druckluftwaffe, die beim Schießsport (Luftpistolenschießen) zum Einsatz kommt.
Luftpistolenschießen gilt als Sportart.

## Konstruktion

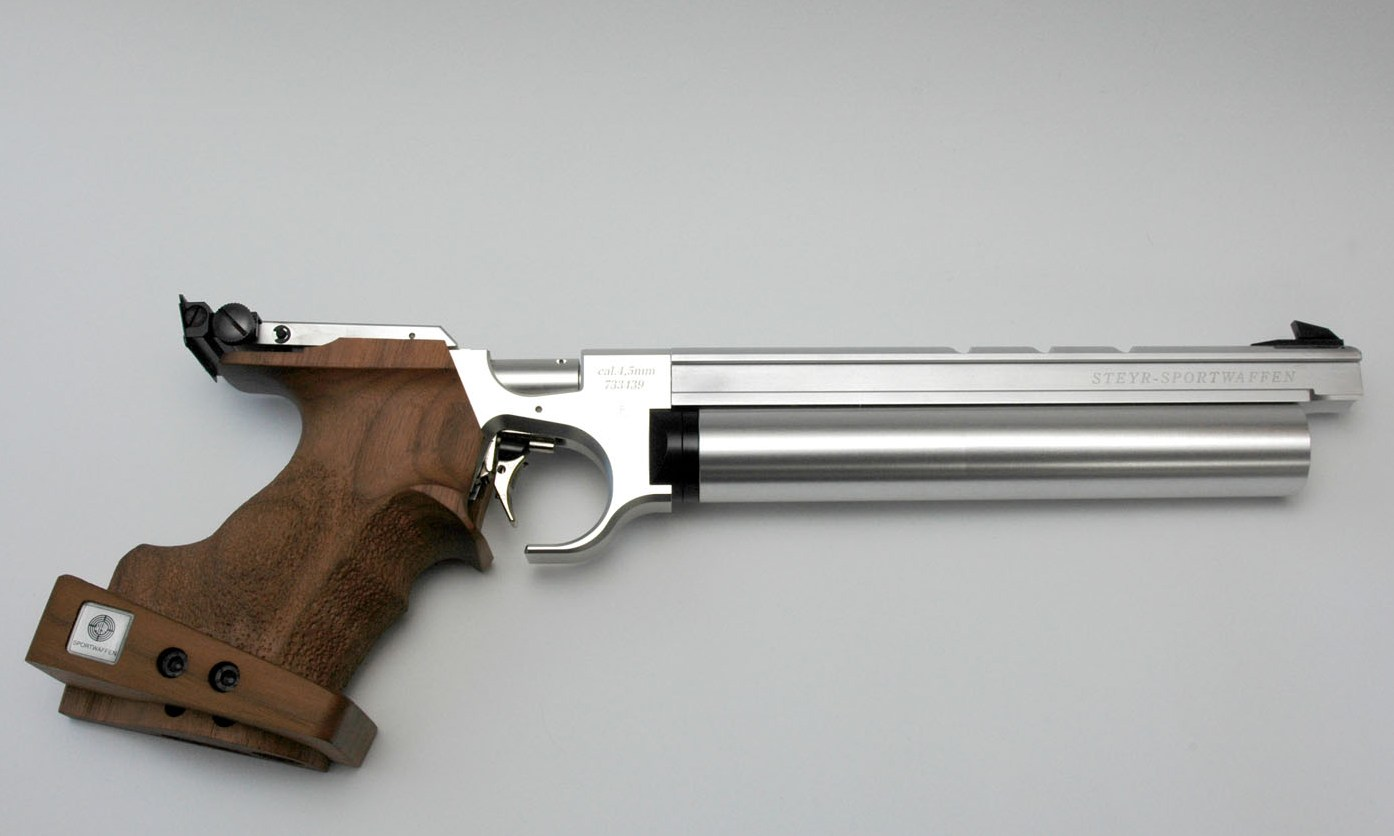
Beispiel einer modernen Wettkampfluftpistole
Man beachte den unter dem Lauf befindlichen, extern zu befüllenden Pressluft-Behälter

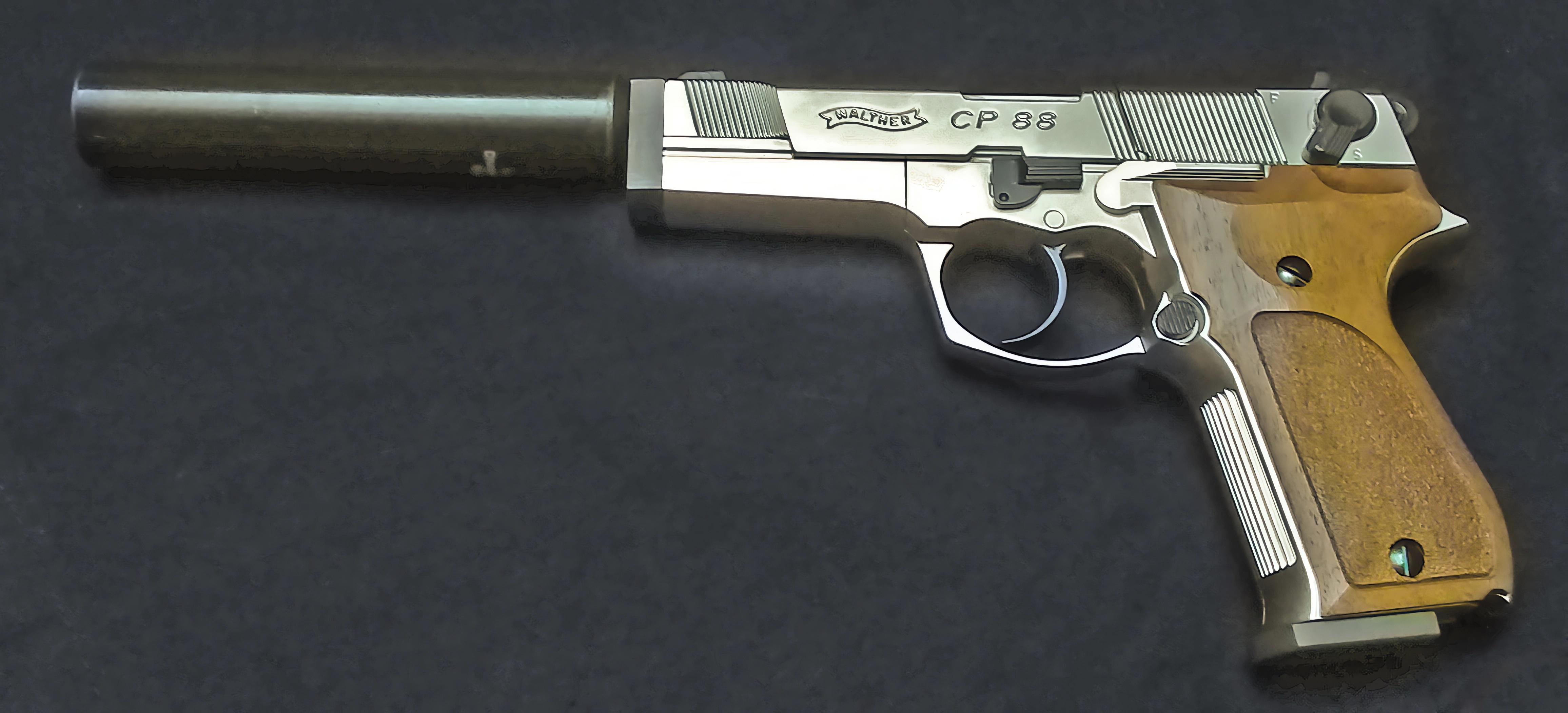
CO_{2}-Pistole mit angebrachtem Schalldämpfer

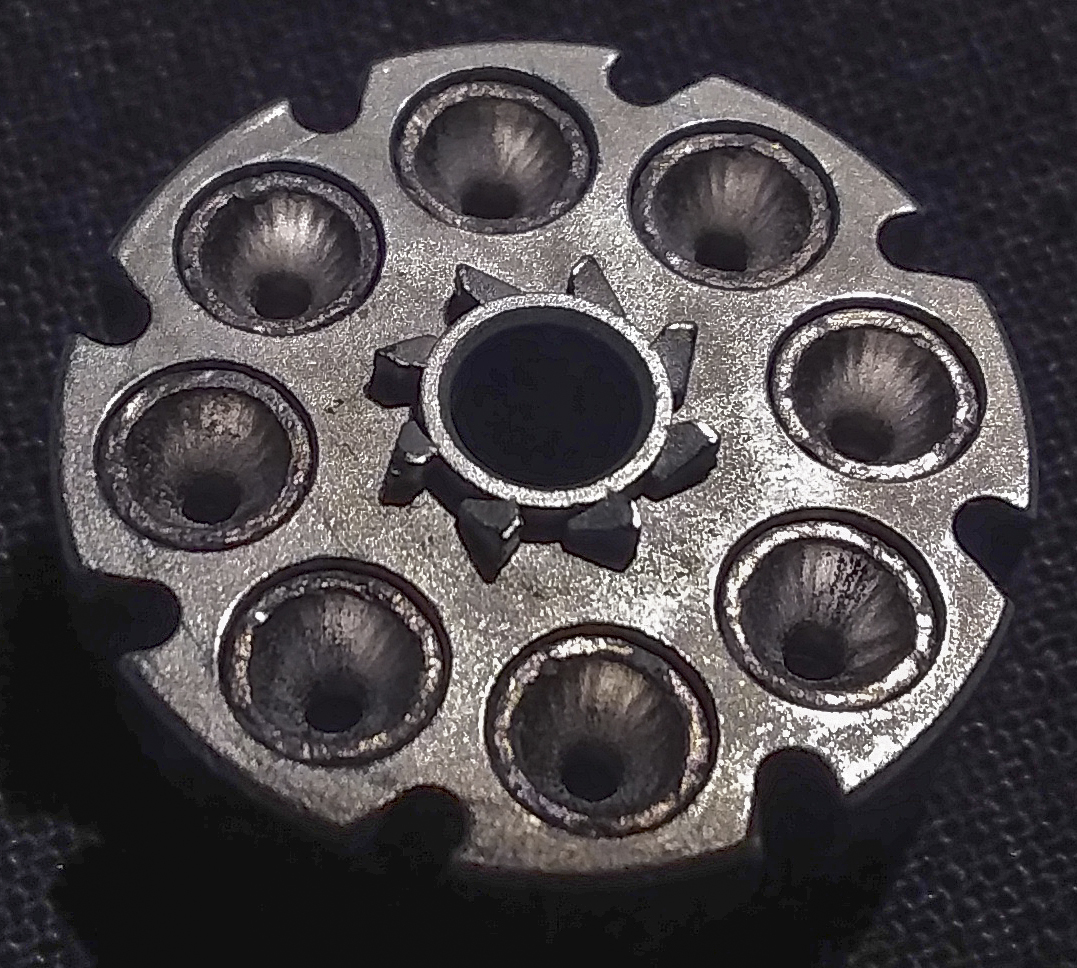
Trommelmagazin für CO_{2}-Pistolen mit eingesetzten Diabolos. Damit für Schnellfeuer-Disziplinen geeignet

Für Luftpistolen gibt es verschiedene Konstruktionen. Bei älteren Ausführungen wurde der Lauf in die Waffe gedrückt, wodurch eine starke Feder gespannt wurde. Beim Betätigen des Abzuges wurde unter starkem Prellschlag ein Projektil abgeschossen. Bei sehr günstigen Waffen gibt es aktuell Ausführungen, bei denen der Kolben nach hinten gezogen und dann wieder in den Lauf gedrückt wird, wodurch eine starke Feder gespannt wird. Beim Betätigen des Abzuges wird ebenfalls unter starkem Prellschlag ein Projektil abgeschossen. Bei weiteren Entwicklungen wurde der Lauf nach unten abgeknickt und spannte dabei ebenfalls eine Feder mit einem Luftverdichtungskolben. Nach dem Schließen der Waffen drückte beim Betätigen des Abzuges der Kolben die Luft zusammen und die Kugel wurde ebenfalls mit einem deutlichen Prellschlag abgeschossen. Die Bemühungen der Konstrukteure gingen dahin, diesen Prellschlag mehr und mehr zu reduzieren.
Moderne Luftpistolen gibt es in vier verschiedenen Ausführungen: mit seitlichem Spannhebel, mit Pressluft oder CO2-Kartusche oder als Selbstkomprimierer, wobei aktuelle Wettkampf-Luftpistolen (oft auch als Match(luft)pistolen bezeichnet) nur noch Pressluft als Treibmittel verwenden. Als Munition werden in der Regel Diabolos im Kaliber 4,5 mm verwendet. Die Diabolos haben einen Durchmesser von 4,48 bis 4,52 mm, sind meist aus Blei gefertigt und haben ein Gewicht um 0,5 g. Es gibt auch leichtere Ausfertigungen aus Kunststoff mit Metallkern, die nur 0,25 g wiegen. Diabolos, die für die Jagd verwendet werden, können auch über 1 g wiegen. 
Alle modernen Wettkampfpistolen lassen sich mit zahlreichen Feineinstellungen (z. B. Größe und Position von Griff und Abzug oder Abzugsgewicht) an den Schützen anpassen. Spezialanfertigungen von Griffen sind möglich und individuelle Bearbeitungen durchaus üblich, jedoch durch die Sportordnung des Deutschen Schützenbundes und anderer Schießsportverbände geregelt. Bei Wettkämpfen gibt es weitere Einschränkungen.
Luftpistolen haben zwar einige Gemeinsamkeiten mit Airsoftwaffen und Paintballmarkierern: Auch die werden mit Druckluft betrieben, die waffenrechtliche Stellung ist ähnlich, und auch die Preise können für hochwertige Waffen durchaus auch über tausend Euro liegen. Sehr unterschiedlich ist aber der Anwendungszweck und dementsprechend die technische Ausführung: Das Reglement für sportliches Schießen mit der Luftpistole schreibt die Verwendung von einzelnen (in wenigen Ausnahmen auch fünf) 4,5-mm-Diabolos vor. Wettkampfluftpistolen haben hochpräzise, gezogene Läufe, so dass (bei zu Testzwecken eingespannter Pistole) die Streuung bei fünf Schuss auf zehn Meter Entfernung ein einziges Loch von unter fünf Millimetern Durchmesser ergeben sollte. Airsoft- und Paintballwaffen schießen (u. a. durch die runde Munition und die vergleichsweise eher geringe Geschossgeschwindigkeit bedingt) mit deutlich geringerer Präzision aber halb- oder sogar vollautomatisch.

## Schießsport

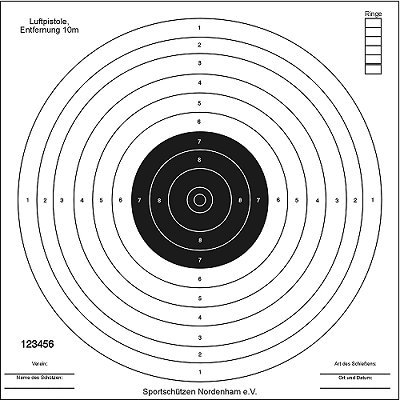
Schießscheibe für das Luftpistolen-Schießen, DSB

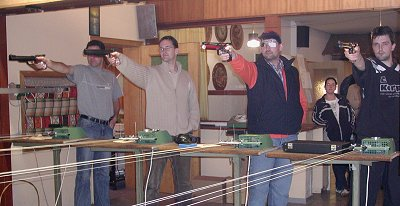
Schießen mit der Luftpistole

Schießen mit der Luftpistole ist seit Seoul 1988 eine olympische Disziplin.
Das Luftpistolenschießen findet grundsätzlich in der Anschlagsart „stehend freihändig“ statt, d. h. die Luftpistole darf nur mit einer Hand gehalten und nirgendwo aufgestützt werden. Darüber hinaus gibt es für Senioren (ab 51 J,) die Disziplin „Luftpistole aufgelegt“. Die Ziele (s. Bild „Schießscheibe“) sind 10 m entfernt, und ihre wichtigsten Abmessungen sind: 17 cm × 17 cm Kantenlänge, Abstand der Ringe voneinander 8 mm, der Durchmesser des 7er-Kreises (also der auf die Entfernung sichtbare, schwarze Spiegel) beträgt 59,5 mm, der Zehnerkreis hat einen Durchmesser von 11,5 mm mit einem Innenzehner genannten zusätzlichen Ring von 5 mm Durchmesser.
„Freies“, das heißt von den traditionellen Regeln der Schützenverbände unabhängiges Luftpistolenschießen lässt sich unterscheiden in
- Plinking mit Luftpistolen
- Combatschießen mit Luftpistolen

## Waffenrecht (Deutschland)

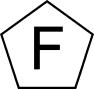
„F-im-Fünfeck“- Stempel

In Deutschland sind Druckluftwaffen bis zu einer Mündungsenergie von 7,5 Joule an Personen ab 18 Jahren frei verkäuflich (Erwerb), sofern sie den „F-im-Fünfeck“-Stempel tragen. Das geladene oder ungeladene Tragen von Druckluftwaffen (Führen) in der Öffentlichkeit ist untersagt. Hierfür wäre ein Waffenschein Voraussetzung, der jedoch für Druckluftwaffen grundsätzlich nicht ausgestellt wird. Das Verbringen einer nicht schussbereiten und nicht zugriffsbereiten (verpackten) Waffe z. B. zu einem Schützenhaus oder anderen Schießsportstätten gilt als erlaubnisfreies Transportieren und ist statthaft, ebenso ist das Schießen auf privaten Grundstücken erlaubnisfrei. Beim Schießen mit Druckluftwaffen muss gewährleistet sein, dass Geschosse einen eingefriedeten Bereich, also im Allgemeinen das Grundstück, nicht verlassen können (WaffG, §12 (Ausnahme von Erlaubnispflichten), Abs. (4), 1a). Das Mindestalter für das Schießen mit Druckluftwaffen im Schießsport beträgt in Deutschland 12 Jahre, mit Ausnahmegenehmigungen auch schon ab 10 Jahren. Allerdings gilt dieses Alter nur für das Schießen in einem Verein unter Aufsicht. Im privaten Bereich ist Jugendlichen unter 12 Jahren jeglicher Umgang mit Druckluftwaffen untersagt.